# Pierre Wijnants
Pierre Wijnants MSC (* 8. Februar 1914 in Borlo, Belgien; † 22. August 1978) war ein belgischer Ordensgeistlicher und römisch-katholischer Erzbischof von Mbandaka-Bikoro.

## Leben
Pierre Wijnants trat der Ordensgemeinschaft der Herz-Jesu-Missionare bei und empfing am 6. August 1939 das Sakrament der Priesterweihe. 
Am 21. April 1964 ernannte ihn Papst Paul VI. zum Erzbischof von Coquilhatville (später Mbandaka-Bikoro). Der emeritierte Erzbischof von Coquilhatville, Hilaire Marie Vermeiren MSC, spendete ihm am 29. Juni desselben Jahres die Bischofsweihe; Mitkonsekratoren waren der Bischof von Ikela, Josef Weigl MSC, und der Bischof von Bikoro, Camille Jean-Baptiste Vandekerckhove CM.
Wijnants nahm an der vierten Sitzungsperiode des Zweiten Vatikanischen Konzils teil. Am 11. November 1977 nahm Paul VI. das von Pierre Wijnants vorgebrachte Rücktrittsgesuch an.